# Familia Lloreda
Los Lloreda o Llerena, son una reconocida familia empresarial colombiana, con influencia política y económica y social en el departamento del Valle del Cauca. Desde el siglo XIX han hecho parte de las élites empresariales colombianas, siendo protagonistas en la consolidación de la industria vallecaucana y en la configuración del poder local.
La familia tiene origen en Asturias, España, y ha ejercido una influencia destacada en la ciudad de Cali, donde ha sido clave en procesos de modernización económica y urbana desde inicios del siglo XX. Entre sus miembros más reconocidos se encuentran Ulpiano Lloreda González, los políticos Álvaro Lloreda, senador y embajador de Colombia en España, Rodrigo Lloreda Caicedo, exministro y excandidato presidencial, Francisco José Lloreda, embajador de Colombia en Países Bajos y exministro de Educación. Así como los hermanos Jorge Alberto Lloreda y Álvaro José Lloreda, vinculados al periodismo y la dirección del diario El País, fundadores de la casa periodística.

## Historia
El linaje familiar de los Lloreda se remonta a José de Lloreda y Becerra, español de Asturias que habría llegado a Cartagena de Indias a finales del siglo XVIII y participado en las independencias de las provincias de la Nueva Granada, hoy(Colombia). Sin embargo, su nieto Ulpiano Lloreda González quien sentó las bases del poder económico de los Lloreda en el siglo XX, convirtiéndose en uno de los primeros industriales del Valle del Cauca. Don Ulpiano impulsó junto a otros socios distintas fábricas de velas, jabones, chocolates y hielo, además de participar en sociedades de transporte, banca, comercio de todo tipo, ganadería y entretenimiento local.

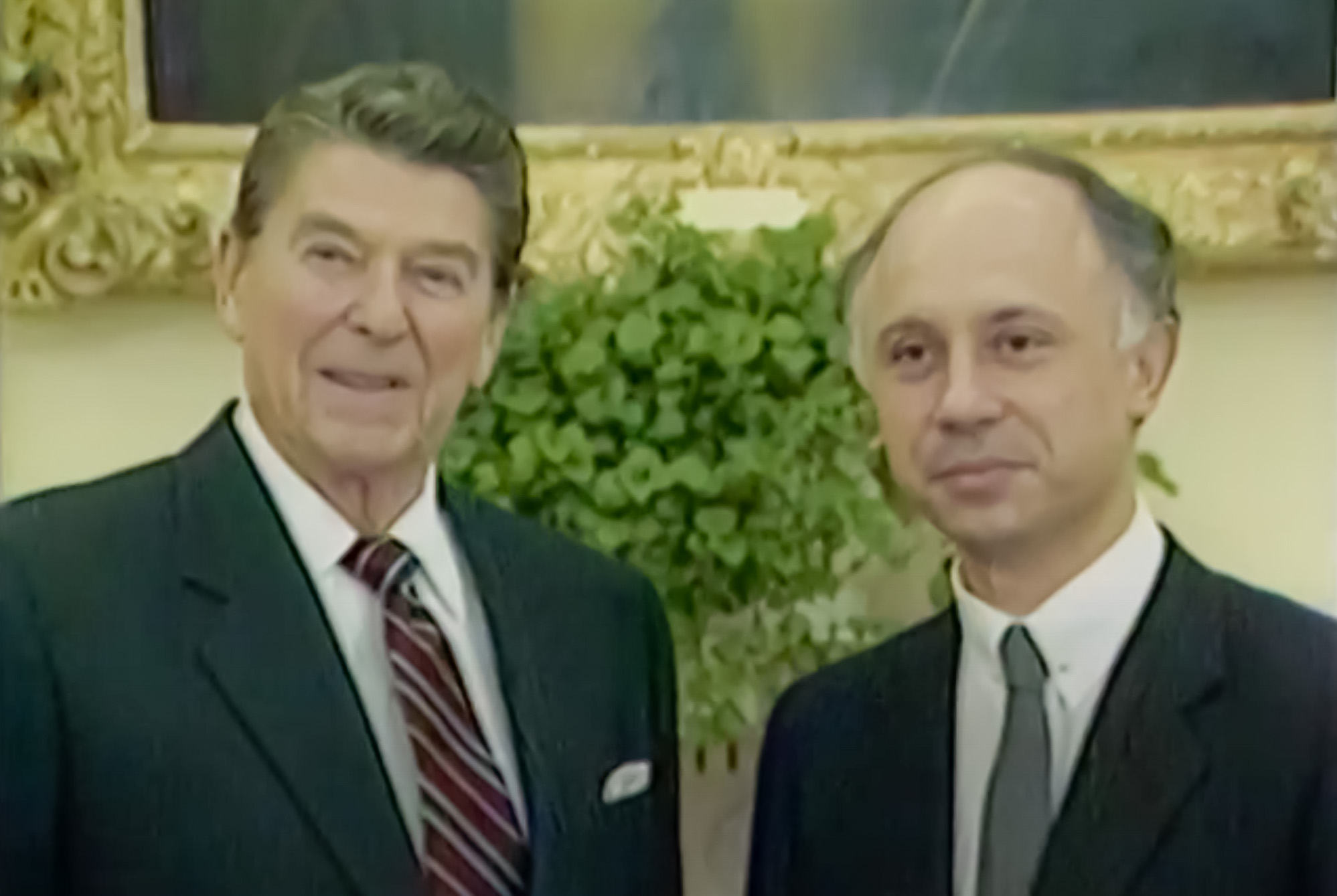
Rodrigo Lloreda Caicedo con el 40.º presidente de los Estados Unidos, Ronald Reagan en 1985.

El País

La familia ha mantenido una influencia relevante tanto en el sector privado como en la política nacional, particularmente dentro del Partido Conservador Colombiano donde han hecho política con su miembro más destacado Rodrigo Lloreda Caicedo, quien sirvió a Colombia como candidato presidencial, ministro de relaciones exteriores y de educación. También son reconocidos Jorge Alberto Lloreda y Álvaro José Lloreda.

### Patrimonio
Los Lloreda son accionistas mayoritarios de la empresa El País S.A, compañía que tiene varios productos periodísticos como el diario El País, la revista Gente, y las seccionales del Valle del Periódico Q'Hubo. La compañía hace parte del conglomerado Grupo Nacional de Medios, al que también pertenecen la familia Galvis (Vanguardia); y los Gómez Hernández (El Colombiano).
Por otro lado, la familia controla la sociedad Lloreda S.A., especializada en productos alimenticios, aceites de cocina, combustibles y productos de aseo. Las marcas insignes de la compañía son los aceites Premier y OleoCali. Otra rama de la familia controla la aseguradora Garcés Lloreda S.A.